# أنتون لاماثاريس
أنتون لاماثاريس (بالإسبانية: Antón Lamazares Silva)‏ رسام إسباني ولد في بونتيبيدرا بمقاطعة بونتيبيدرا بجاليثيا في إسبانيا عام 1954. ينتمي لاماثاريس إلى جيل الثمانينات الذي يضم أيضا إلى جانبه خوسيه ماريا سيثيليا، وميكيل بارثيلو، وبيكتور ميرا. يخلق لاماثاريس في أعماله المصممة على الخشب والكارتون لغة خاصة به تنطلق من التجريب بمختلف أنواع الورنيش والمواد الأخرى. تطور أسلوبه من التعبيرية الترفيهية التي ميزت بداياته، إلى التعبيرية التجريدية، ومن بعدها اتجه إلى التقليلية (التبسيطية) في آخر مراحله، التي تبنى فيها الحوار بين الروح والذاكرة، وبين الحسية والروحانية، وبين أحلام اليقظة والشعر. عرضت أعماله في العديد من دول العالم، وهي ضمن كتالوجات أكبر مراكز الفنون مثل متحف الملكة صوفيا، والمركز الجاليثي للفن المعاصر، ومتحف الفن المعاصر بمدريد، وهي أيضا ضمن كتالوجات خاصة وضمن العديد من كتالوجات الجمعيات الخاصة.

## السيرة الذاتية

### السنوات الأولى: الرسم والشعر
(جاليثيا، 1954 - 1977)

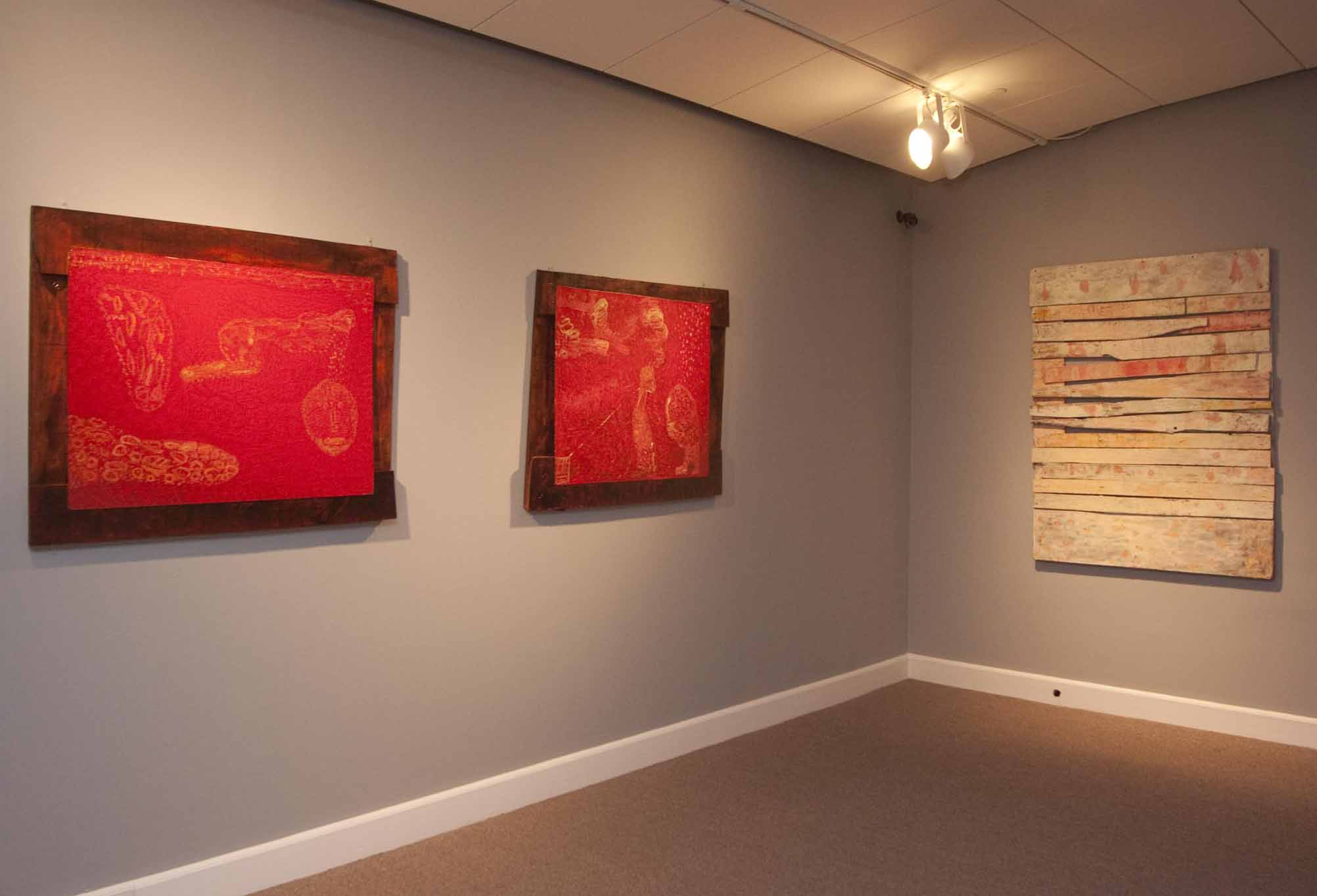
قطع من مجموعتي حلم وألوان و التيتانيوم والذراع

ولد لاماثاريس يوم 2 يناير عام 1954 في ماثييرا، بقرية لالين (مدينة بونتيبدرا- جاليثيا). ونشأ في جو ريفي كان له أبلغ الأثر في تكوين موهبة وخيال لاماثاريس. أتم لاماثاريس جزءا كبيرا من دراسته الداخلية في دير هيربون الفرانسيسكاني بين عامي 1963 و1969، حيث شغف في هذه السن المبكرة بقراءة النصوص الأدبية وخاصة الأدب الكلاسيكي اليوناني اللاتيني. بدأ في كتابة الشعر في أواخر الستينات، كما أصبح صديقا للكاتب ألبارو كونكيرو، وكذلك للرسامين لاشيرو ومانويل بيسكييرا الذين تحولا فيما بعد إلى أول مرجع تشكيلي جمالي للاماثاريس. وفيما بعد اتجه لاماثاريس للرسم، حيث اعتمد في ذلك على تعليم نفسه بنفسه. من الأهمية بمكان الإشارة إلى رحلته الطويلة التي قام بها إلى مختلف الدول الأوروبية لدراسة الرسم مباشرة من جهابذة هذا المجال أمثال فان جوخ وبول كلي ورمبراندت وجوان ميروو، ينضم إليهم فيما بعد كل من تابييه ومياريس وجاكوميتتي وباكون. كما تعلم أيضا الفن المحيطي وفنون العصور الوسطى.
لدى عودته من هذه الرحلة يستقر في برشلونة حيث يشتغل كعامل بناء ويدرس في المعاهد الفنية بها. يولي لاماثاريس اهتماما خاصا بمجموعات الفن الروماني الموجودة بمتحف ماريس ومتحف كتالونيا القومي للفنون. ومن ثم يتجه إلى مدريد حيث يتقابل مع أستاذه لاشيرو ويتعرف على الشاعر كارلوس أوروثا الذي تصبح صداقته بمرور الوقت أساسية للاماثاريس: حيث يصبح التنقل فيما بين الرسم والشعر سمة لصيقة من سمات أعماله.
يبدأ لاماثاريس عام 1973 وهو في التاسعة عشرة من عمره، في عرض لوحاته في معارض جماعية وفردية. في عام 1975 يلتحق لاماثاريس بسلاح الإشارة البحرية، في منطقة الفيرول، وفي 27 سبتمبر من نفس العام يهتز لنبأ الإعدامات رميا بالرصاص التي نفذها نظام فرانكو الديكتاتوري الحاكم، بعد واقعة بورجوس، حيث كان صديق طفولته البورتوبيدري أومبرتو باينا أحد من نٌفذ فيهم حكم الإعدام عن عمر 25 عاما. على أثر هذه الواقعة يغرق لاماثاريس في نوبة اكتئاب طويلة يدخل بسببها في قسم الرعاية النفسية، وخلال هذه المدة يكتب مجموعة قصائد بعنوان أديبال.

### من التعبيرية و «آرت بوفيرا» (الفن الفقير) إلى اللوحات ثنائية الوجه
(مدريد- نيويورك، 1978- 1989)

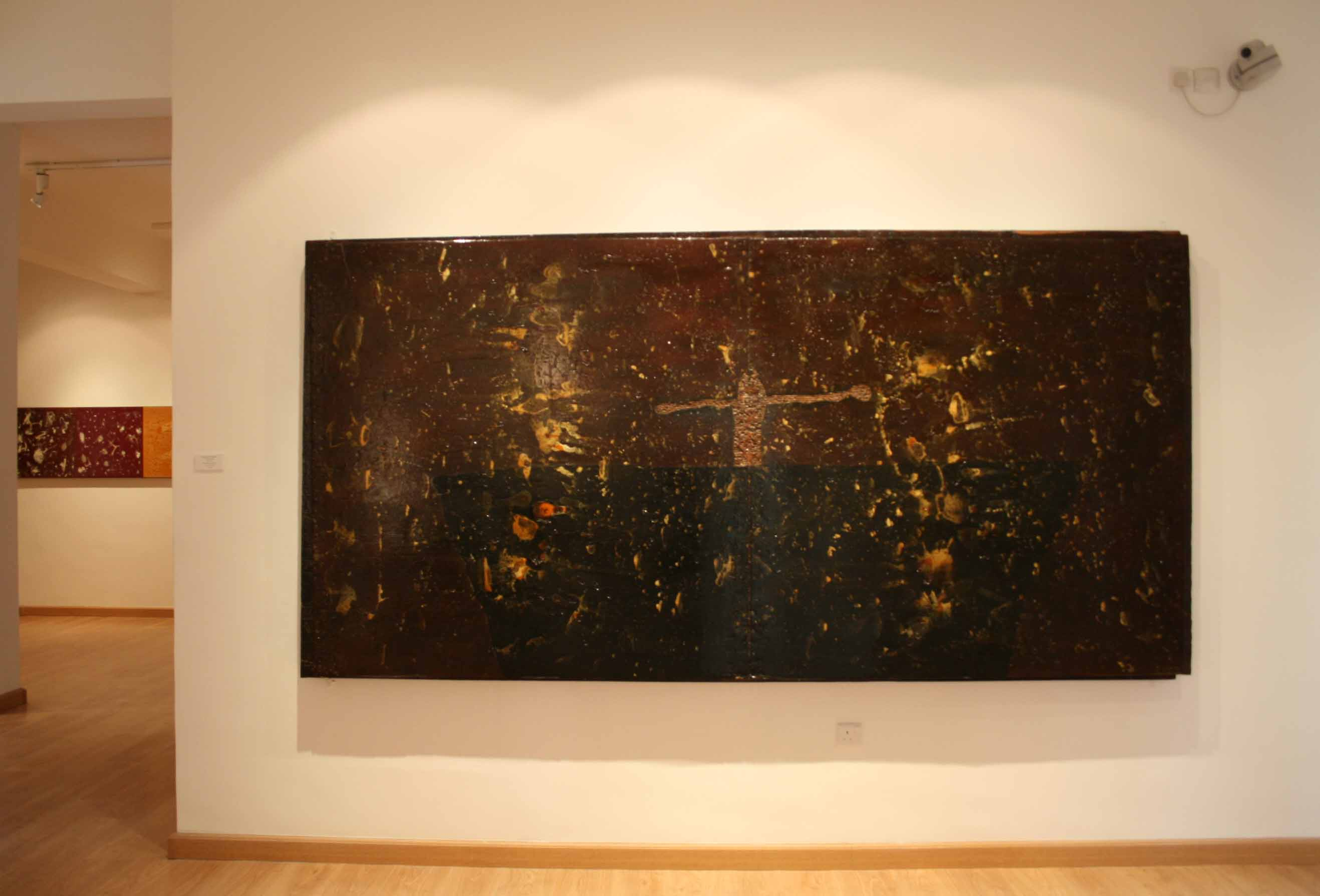
ماورو، من نعم مشردة، في المعرض القومي بالأردن

في عام 1978 انتقل لاماثاريس إلى مدريد، حيث ربطته علاقة صداقة وثيقة مع الرسام ألفوسو فرايلي، وكذلك مع مصممة المعارض جوانا موردو، ومع الناقد الفني والشاعر سانتياجو أمون، ومع طبيب الأعصاب ألبرتو بورتيرا، هذا بالإضافة إلى مجموعة كبيرة من الفنانين والكتاب وصناع السينما والموسيقيين والرساميين، الذين كانوا يتجمعون في عطلة نهاية الأسبوع في مزرعة ماتابورريكوس التي قام لاماثاريس بعرض لوحاته فيها في الهواء الطلق عام 1979.
حقبة الثمانينات مفعمة بالعمل والنشاط وشكلت نقطة تحول بالنسبة له فقبل أن يتم لاماثاريس عامه الثلاثين أصبحت أعماله ذات شأن وسمعة لا بأس بهما داخل وخارج إسبانيا. جسد لاماثاريس في لوحاته شخصيات مرحة وحالمة بخطوط تعبيرية فريدة وجديدة. عرض فيما بعد لوحاته في قاعة جوانا موردو بمدريد، وفي قاعة إليزابيث فرانك في بلجيكا وصالة جاسبالا في برشلونة. بعدها ينتقل إلى نيويورك حيث يقيم هناك لمدة عامين بعد حصوله على منحة فولبرايت، وخلال هذه المدة يعرض أعماله التي تشهد تطورا وتبلورا في صالة برونو فاتشيتي بنيويورك التي يتنقل فيما بينها وبين مدينة سلامانكا الإسبانية، وفي عام 1988 يسافر إلى آسيا الصغري ليزور معبد ديديما، تكريما لهيبريون هولديرلين، ثم إلى مدينة استنطبول التركية حيث تبهره الكنائس البيزنطية الموجودة هناك. يتألق لاماثاريس بقدرته الخيالية على الإبداع في الأعمال التي قدمها في معرض ميجيل ماركوس، والتي استعمل فيها تقنية تعشيق الأخشاب. في عام 1990 أعد مجموعة أخرى من الأعمال المنفذة خصيصا لكي ترى من كلا جانبيها، فيما يسمى بالأعمال ثنائية الوجه.

### اللوحات النحتية وكبيرة الحجم
(باريس- مدريد، 1990- 2003)

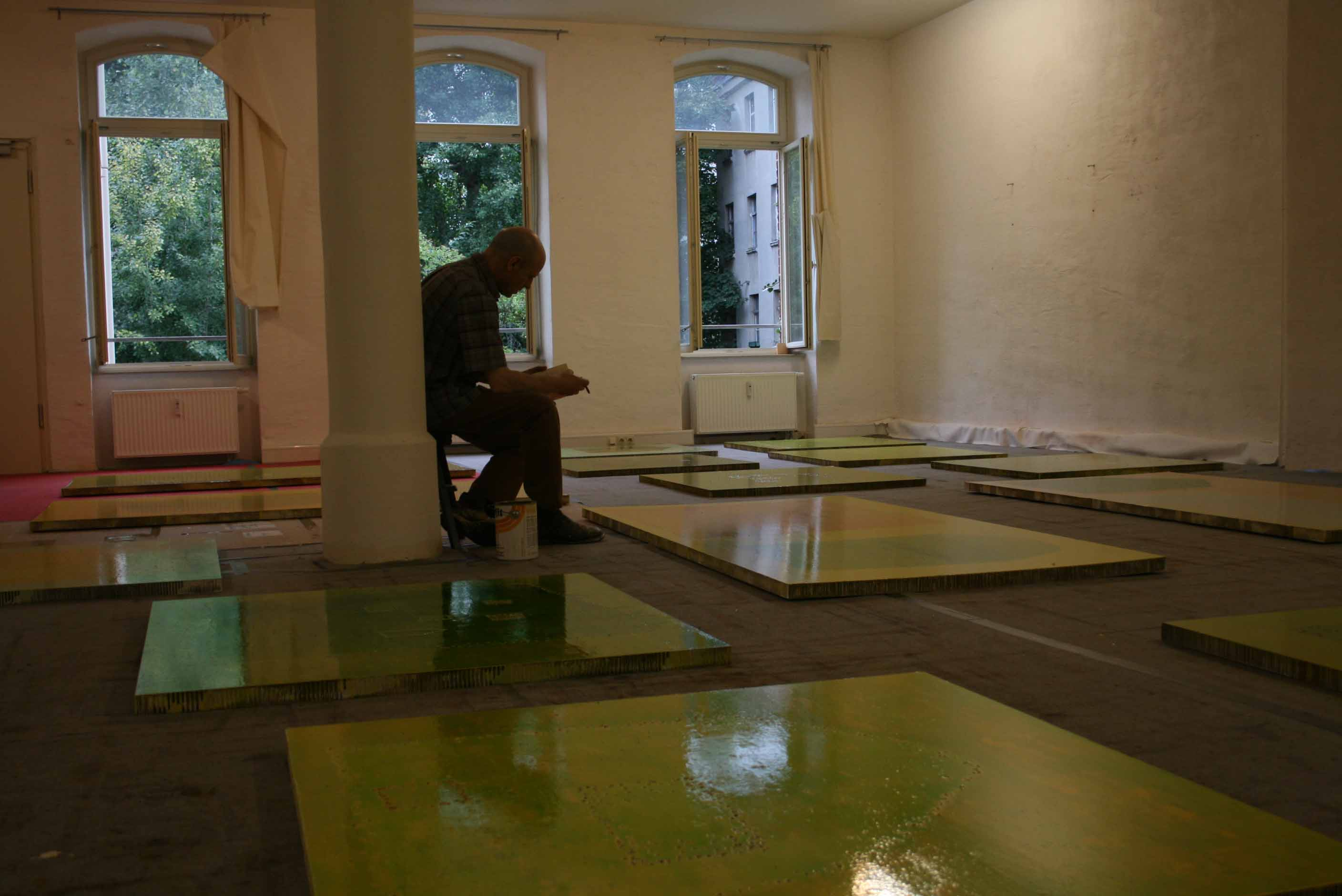
أنتون لاماثاريس في ورشته

خلال عامي 1990 و 1991، وعلى أثر حصوله على منحة من مدينة الفنون، ينتقل لاماثاريس إلى باريس، وفي عام 1990 يفتتح أتيلييه كلير في مدريد، حيث يعمل به في مجموعتي نعم مشردة وجنون المشردين. وفي مايو عام 1996 قام المركز الجاليثي للفن المعاصر بدعوته فانتقل للعيش في إقليم جاليثيا من شهر مايو حتى نوفمبر من نفس العام، وهناك رسم مجموعة Gracias do lugar: Eidos de Rosalía, Eidos de Bama. في عام 1997 بين شهري يونيو ونوفمبر يرسم في الهواء الطلق في سانتا بايا دي ماتا لوبوس، مجموعة Bés de Santa Baia. في عام 1998 رسم في مدريد مجموعة Titania e Brao في لفتة منه لصيف قشتالة. وفيما بعد يتفرغ لمجموعة Pol en Adelán. نفذ لاماثاريس عدة أعمال جرافيكية، مثل أعمال الحفر المصاحبة لخمسة نصوص لجوستابو مارتين جارثو في كتابه "Canto de la Cabeza"، وفي اليتوجرافيا المصاحبة لـ Itinerarium de Egeria، التي أثنت عليه صحيفة لو موند الدبلوماسي الفرنسية واعتبرته كتاب العام في فرنسا. في عام 2001، أقام لاماثاريس معرضا كبيرا بعنوان Un saco de pan duro في محطة آ كورونيا البحرية.
تم اختيار أعماله لترويجها عالميا عن طريق برنامج الفن الإسباني للخارج التابع لوزارة الشؤون الخارجية، بالإضافة إلى أعمال رسامين إسبانيين آخرين أمثال ساورا وتشيرينو وإرنانديث بيخوان ومياريس وسيرانو وأويثا وتابيس. سافر لاماثاريس فيما بعد إلى فلورنسا وأسيس ليقترب من فن عصر النهضة، ومن عالم القدريس فرانسيسكو، الذي يهدي له مجموعته Follente Bemil.

### من المعنوية إلى التقليلية (التبسيطية) الشعرية
(برلين، منذ عام 2004)

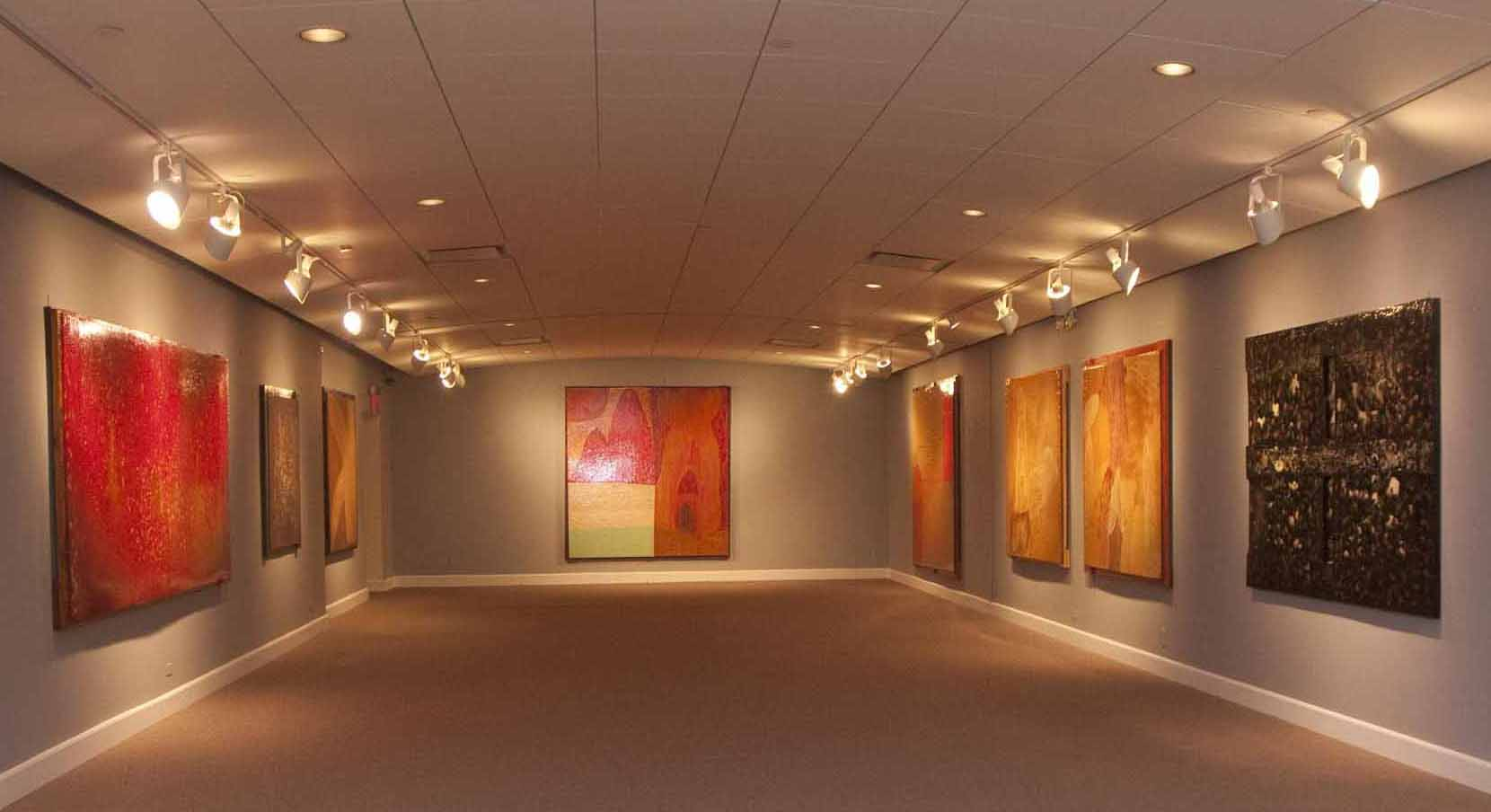
أحد معارض لاماثاريس (نيويورك، 2009)

انتقل للاستقرار في برلين حيث يعيش حاليا. بدأ، بعد وفاة والده، في تنفيذ مجموعة E fai frío no lume «الجو بارد في قلب النار». أقام معارضا كبيرة في إسلوفانيا والمجر بالتحديد في متحف كنيسة كيستشللي ببودابست. تفرغ فيما بعد لمجموعة دوموس أومنيا، وتعاون بأعماله النحتية في كتب أخرى، بالعديد من القصائد. في عام 2008، أقام معرض بعنوان Horizonte sin dueño أفق بلا صاحب في المعرض القومي بالأردن (عمان)، وعرض كل أعماله الجرافيك في معهد ثيربانتيس في دمشق بسوريا، حيث أهدي له الشاعر طاهر رياض مجموعة قصائد بعنوان أنشودة لاماثاريس. في عام 2009، عرض أعماله في نيويورك، في معهد الملكة صوفيا الإسباني، وكذلك في مدينة أورينسي بإسبانيا، بمقر المركز النواب الثقافي. كما شارك في معرض مخصص للشاعر بيثينتي أليكساندري، ومنح جائزة لاشيرو تقديرا لأعماله ولتوجهاته العالمية. في عام 2010 أقام معرضا في كنيسة الجامعة بمدينة سانتياجو دي كومبوستيلا، في مرجان Play-Doc السينمائي بمدينة توي يتم عرض الفيلم التسجيلي الطويل أفق بلا صاحب، للأخوين نايارا وخابيير سانث (أفلام رينوثيرونتي)، حيث يعرض فيه مشوار عالم الرسم والشعر والطبيعة من خلال نظرة أنتون لاماثاريس.

## مواقع
- Documentary about Lamazares Play-Doc
- Lamazares at SEACEX
- Works by Lamazares at the Colección Caixanova
- Lume na fonte. Exhibition for the "Xacobeo 2010" in Santiago de Compostela
- La pintura de Lamazares y la luz crepuscular Santiago Amón
- Exhibition catalogue of Domus Omnia & E fai frío no lume
- Página web del pintor Antón Lamazares